# اولجیو
اولجیو (به ایتالیایی: Oleggio) یک کومونه در ایتالیا است که در استان نووارا واقع شده‌است.

## خصوصیات
اولجیو ۳۷٫۸ کیلومترمربع مساحت و ۱۲٬۴۹۰ نفر جمعیت دارد.